# Michael Wexionius
Michael Wexionius (Växjö, 16 februari 1609 – Turku, 28 juni 1670) was een Zweedstalige Finse hoogleraar aan de Universiteit van Turku. 

## Leven en werk
Michael Wexionius werd op 16 februari 1609 geboren in Växjö, Zweden als zoon van Olaus Olai Angermannus en Gunilla Erlandsdotter. Vanaf 1617 ging hij naar de basisschool in Växjö. In 1626 ging hij studeren aan de Universiteit van Uppsala.Tijdens zijn studietijd maakte hij een vierjarige reis langs verschillende universiteiten in Nederland en Duitsland, zoals de Universiteit van Leiden, Rijksuniversiteit Groningen, Universiteit van Marburg en Maarten Luther-Universiteit. Aan de Universiteit van Marburg studeerde hij Rechtsgeleerdheid. In 1637 trouwde hij met zijn vrouw Susanna Nilsdotter Crucimontanus, ze stierf in 1669.
In 1640 werd hij professor in de politiek en geschiedenis aan de toenmalige Koninklijke Academie van Åbo (de universiteit verhuisde naar Helsinki nadat een brand de universiteit in Turku/ Åbo had verwoest). In 1642 schreef hij zijn latijnstalige werk Discursus politicus de prudentia, wat het eerste gedrukte boek in Finland werd. Enkele jaren later werd hij in 1647 ook professor in de Rechtsgeleerdheid. In zijn eveneens latijnstalige werk  Epitome descriptionis Sueciae, Gothiae, Fenningiae, et subjectarum provinciarum bewijst hij dat het Fins, Estisch, Karelisch, Lijfs en Samisch verwant zijn. Dit was van betekenis voor de ontwikkelingen in de Finoegristiek. Wexionius werd in 1650 de eerste persoon in Finland die aan de toenmalige Koninklijke Academie van Åbo  zijn proefschrift verdedigde en de titel 'doctor' kreeg toegewezen. In 1650 werd hij tot de adelstand verheven en kreeg hij de naam 'Gyldenstolpe'.